# Österreichischer Integrationsfonds
Der Österreichische Integrationsfonds (ÖIF) ist ein Fonds der Republik Österreich, der Asylberechtigte, subsidiär Schutzberechtigte, Vertriebene sowie Zuwanderer als zentrale Anlaufstelle bei der Integration in Österreich unterstützt.

## Geschichte
Der ÖIF wurde 1960 vom UN-Flüchtlingshochkommissariat UNHCR und vom Bundesministerium für Inneres (BM.I) unter dem Namen Flüchtlingsfonds der Vereinten Nationen gegründet. Die Gründung des Fonds stand stark in Verbindung mit dem Ungarischen Volksaufstand 1956 und der damit verbundenen Flüchtlingsbewegung. Der ÖIF, dessen ursprünglicher Zweck in der Wohnraumbeschaffung für Flüchtlinge lag, wurde im Jahr 1991 aus dem BM.I ausgegliedert. Der ÖIF ist seit 1998 für die Integrationshilfe nach dem Asylgesetz verantwortlich, seit 2017 für die umfassende Abwicklung von Integrationsmaßnahmen nach dem Integrationsgesetz.
2011 entstand als gemeinsame Kampagne des Integrationsstaatssekretariats mit dem Österreichischen Integrationsfonds und dem Unterrichtsministerium die Aktion Zusammen:Österreich. Sogenannte „Integrationsbotschafter“ besuchten Schulen, um mit Migranten über deren Identifikation mit dem Land Österreich zu diskutieren. Insgesamt waren mehr als 300 „Integrationsbotschafter“ in ganz Österreich unterwegs.
Zum neuen Direktor wurde ab 2013 Franz Wolf, früherer stellvertretender Büroleiter von Sebastian Kurz. Mit der Bestellung von Wolf folgte der Aufsichtsrat einstimmig der Empfehlung der eingesetzten Bestellungskommission. Er trat 2003 als Projektleiter eines Flüchtlings-Integrationsprojekts in den ÖIF ein und ist seitdem in verschiedenen Funktionen im Integrationsbereich tätig.
Seit dem Jahr 2021 koordiniert der ÖIF alle staatlich geförderten Deutschkurse für Flüchtlinge in ganz Österreich, mit dem Ausbruch des Russisch-Ukrainischen Kriegs auch für ukrainische Vertriebene in Österreich.

## Struktur
Der ÖIF ist ein Fonds nach dem Bundes-Stiftungs- und Fondsgesetz 2015 mit eigener Rechtspersönlichkeit und mit konkreten Aufträgen, welche in einer Reihe an Bundes- und Landesgesetzen festgeschrieben sind. Die Tätigkeiten des ÖIF unterliegen der Kontrolle eines unabhängigen Aufsichtsrats sowie Kontrollorganen wie dem Fondsprüfer in der Person eines unabhängigen Wirtschaftsprüfers und der Fondsbehörde. Die finanzielle Gebarung unterliegt der Kontrolle des Rechnungshofs.

## Aufgaben
Als zentrale Anlaufstelle für Asyl- und subsidiär Schutzberechtigte, ukrainische Vertriebene und Zuwanderer bei der Integration in Österreich und beim Deutschlernen bietet der ÖIF mit eigenen Integrationszentren in allen Landeshauptstädten ein umfassendes Angebot an Integrationsmaßnahmen. Seit Juni 2017 definiert das Integrationsgesetz zentrale Rahmenbedingungen für die Integration von Menschen, die sich langfristig in Österreich niederlassen. Der ÖIF bietet im Rahmen seiner gesetzlichen Aufträge gemäß Asyl- und Integrationsgesetz:
- Orientierungsberatungen

- Werte- und Orientierungskurse sowie

- Deutschkurse und Deutschprüfungen sowie Informationen zu zertifizierten Kursträgern

Zusätzlich ist der ÖIF für die Abwicklung der Integrationsvereinbarung für rechtmäßig niedergelassene Drittstaatsangehörige zuständig.
Der Österreichische Integrationsfonds (ÖIF) bietet eine Reihe von Integrationsangeboten an, darunter vertiefende Integrationskurse, Exkursionen zu kulturellen Einrichtungen sowie Seminare zu Themen wie Bildung, Gesundheit und Gewaltprävention. Zudem unterstützt der ÖIF die Integration von Migranten durch Förderprogramme wie Mentoring-Projekte und das Liese-Prokop-Stipendium.
Für Praktiker im Integrations-, Sozial- und Bildungsbereich sowie Vertreter von Unternehmen organisiert der ÖIF regelmäßig Fortbildungsprogramme mit Seminaren zu relevanten Integrationsthemen. Ein Schwerpunkt im Wintersemester 2024 war die Prävention von Extremismus und Antisemitismus.
Die Angebote des Österreichischen Integrationsfonds (ÖIF) richten sich an Asylberechtigte, subsidiär Schutzberechtigte, Vertriebene und Zuwanderer, Menschen mit Migrationshintergrund, Institutionen, Organisationen, Praktiker im Integrations-, Sozial- und Bildungsbereich sowie die österreichische Gesellschaft.

## Integrationsangebote

### Deutschkurse
Der ÖIF fördert Deutschkurse für Asyl- und subsidiär Schutzberechtigte und ukrainische Vertriebene sowie subsidiär für Asylwerber mit hoher Anerkennungswahrscheinlichkeit ab dem vollendeten 15. Lebensjahr in ganz Österreich von der Alphabetisierung bis zum Sprachniveau C1. Die Deutschkurse werden dabei über den ÖIF gefördert, abgewickelt werden die Kurse von Kursträgern an mehr als 200 Standorten in ganz Österreich. Seit 2021 werden die Deutschkurse für Asyl- und subsidiär Schutzberechtigte und seit 2022 auch für ukrainische Vertriebene in Österreich zentral vom ÖIF koordiniert. Im Zentrum der Abwicklung steht eine bundesweit einheitliche Qualitätssicherung der Kursabwicklung.
Der ÖIF förderte im Jahr 2023 insgesamt rund 66.000 Deutschkursplätze an über 200 Standorten in ganz Österreich. Im Oktober 2024 verkündete der ÖIF vor dem Hintergrund eines anhaltend hohen Bedarfs an Sprachmaßnahmen, einen neuen Höchstwert an Deutschkursen.
Um Flüchtlinge, Vertriebene und Zuwanderer beim Deutschlernen parallel zu einem frühen Einstieg in den Arbeitsmarkt zu unterstützen, bietet der ÖIF verstärkt Deutschkurse am Abend oder an Wochenenden sowie Online-Deutschkurse an. Seit Jänner 2024 fördert der ÖIF über das neu geschaffene Integrationsservice für Fachkräfte zudem Deutschkurse direkt in Unternehmen in Branchen mit hohem Fachkräftebedarf.
Darüber hinaus betreibt der Österreichische Integrationsfonds mit "Sprachportal.at" die größte Online-Deutschlernplattform im deutschsprachigen Raum, die kostenlose Lernmaterialien, Live-Onlinekurse und Übungen für alle Sprachniveaus von Alphabetisierung bis C1 bietet. Seit 2023 umfasst das Angebot auch einen fachspezifischen Online-Deutschkurs für Pflegekräfte mit über 1.000 Übungen zu medizinischem Wortschatz, der zeit- und ortsunabhängig absolviert werden kann.

### Integrationsprüfungen
Der Österreichische Integrationsfonds (ÖIF) bietet gemäß dem Integrationsgesetz Integrationsprüfungen für verschiedene Sprachniveaus (A1 bis B2) an. Diese Prüfungen beinhalten neben Aufgaben zur Überprüfung der Sprachkenntnisse auch Fragen zu den grundlegenden Werten der österreichischen Rechts- und Gesellschaftsordnung. Die Prüfungen folgen österreichweit einheitlichen Qualitäts- und Sicherheitsstandards und werden von qualifizierten Prüfern durchgeführt.
Seit 2020 ermöglicht der ÖIF barrierefreie Prüfungen für Personen mit Seh-, Hör-, Sprach- oder motorischen Beeinträchtigungen. Die Prüfungszeugnisse werden seit 2023 digital signiert und elektronisch versendet, um Behörden die Echtheitsprüfung zu erleichtern. Der ÖIF stellt mit der kostenlosen Online-Plattform "Meine Integration in Österreich" und täglichen Online-Vorbereitungskursen für ÖIF-Prüfungen ein Angebot für Deutschlernende zur Prüfungsvorbereitung zur Verfügung.

### Werte- und Orientierungskurse
Der Österreichische Integrationsfonds (ÖIF) bietet seit 2015 Werte- und Orientierungskurse für Asyl- und subsidiär Schutzberechtigte an, um das Leben in Österreich zu erleichtern. Mit Einführung des Integrationsgesetzes 2017 wurden die Kurse verpflichtend. Mit der Verpflichtung hat sich der Frauenanteil in den Werte- und Orientierungskursen verdoppelt. Sie behandeln zentrale Themen wie Gleichberechtigung, Rechtsstaatlichkeit, Arbeitsmarktintegration und Antisemitismusprävention.
2022 wurde der Kursumfang auf 3 Tage erweitert und um Module zu Ehrenamt und gesellschaftlichem Zusammenhalt ergänzt. Seit 2024 dauert der Kurs fünf Tage und beinhaltet zusätzlich die Themen „Zugehörigkeit“ sowie „Sicherheit und Zusammenleben“ in Kooperation mit der Polizei. Seit Beginn haben über 100.000 Personen an den Kursen teilgenommen.

### Förderungen
Der Österreichische Integrationsfonds unterstützt Zuwanderer bei der Anerkennung im Ausland erworbener Qualifikationen in Österreich. Über das mehrsprachige Portal "berufsanerkennung.at" informiert der ÖIF über Verfahren, Behörden und notwendige Dokumente. Zusätzlich bietet der ÖIF Förderungen zur Rückerstattung von Kosten für Anerkennungsverfahren, Qualifikationsbewertungen und Sprachprüfungen.
Seit 2024 stehen diese Förderungen auch Rot-Weiß-Rot-Kartenbesitzern und EU-Bürgern offen, mit einer erhöhten Fördersumme von bis zu 2.500 Euro. Für Fachkräfte aus Gesundheits- und Pflegeberufen refundiert der ÖIF zudem Studienbeiträge im Nostrifizierungsverfahren, um eine schnellere Integration in den Arbeitsmarkt zu ermöglichen.

### Karriereplattformen
Seit 2022 organisiert der Österreichische Integrationsfonds Karriereplattformen, um Unternehmen wie Lidl, REWE Group oder die Österreichische Post AG mit Teilnehmenden aus ÖIF-Deutschkursen zusammenzubringen. Bei diesen Veranstaltungen können Arbeitssuchende direkt mit Unternehmen in Kontakt treten, Bewerbungsgespräche führen und sich über Beschäftigungsmöglichkeiten informieren.

### Seminarprogramme
Um Praktiker aus den Bereichen Integration, Bildung und Soziales in ihrer täglichen Arbeit zu unterstützen, veranstaltet der ÖIF zweimal jährlich ein eigenes Seminarprogramm. Dabei werden Seminare zu Themen wie Extremismus und Antisemitismusprävention, Frauenförderung und Maßnahmen für Männer, Integration in den Arbeitsmarkt, interkulturelle Kommunikation, Diskriminierung, Rassismus und Cybermobbing sowie Integration in Schule und Kindergarten abgehalten. Die Seminare werden von Fachexperten wie beispielsweise Danielle Spera, Ahmad Mansour und Daniel Landau abgehalten und sind für alle Teilnehmer kostenlos.

### Integrationsbotschafter
Die Initiative "Zusammen:Österreich" bringt seit 2011 Integrationsbotschafter mit Migrationshintergrund an Schulen und Vereine in ganz Österreich. Die ehrenamtlichen Botschafter teilen ihre Erfolgsgeschichten, diskutieren mit Jugendlichen über Integration, Zusammenleben und Gleichberechtigung und motivieren sie, ihre Chancen in Österreich zu nutzen.
Seit 2021 liegt ein Schwerpunkt auf der Stärkung junger Frauen und Mädchen, um sie zu einem selbst bestimmten und wirtschaftlich unabhängigen Leben zu ermutigen. Ab 2023 ermöglicht die Initiative Schüler, Integrationsbotschafter direkt an deren Arbeitsplätzen zu besuchen. Diese Firmenbesuche bieten Einblicke in Berufe und Branchen, während Botschafter und Unternehmensvertreter über ihre Werdegänge und Tätigkeiten informieren. Ergänzend dazu gibt es Karriereplattformen zu Lehrberufen, um Jugendlichen berufliche Perspektiven aufzuzeigen.

## Standorte

### Integrationszentren
Die Integrationszentren des ÖIF dienen als zentrale Anlaufstellen für Flüchtlinge, Vertriebene und Zuwanderer in Österreich zu den Themen Integration und Deutschlernen. In allen neun Landeshauptstädten sowie mobil in ländlichen Regionen bieten sie Orientierungsberatungen, Werte- und Orientierungskurse sowie Zubuchungen zu passenden Deutschkursen an. Ergänzt wird das Angebot durch weiterführende Integrationsmaßnahmen zu Themen wie Bildung, Beruf und Familie. Im Jahr 2023 verzeichneten die Zentren rund 265.000 Beratungen.

### Integrationsservice
Das Integrationsservice für Fachkräfte, gegründet 2023, ist die zentrale Anlaufstelle für qualifizierte Zuwanderer, ihre Familien und Unternehmen in Österreich. Es bietet Informationen, Beratungen und Weiterbildungen zur Integration sowie Deutschkurse für ausländische Fachkräfte, darunter spezifische Angebote für Pflegekräfte und angehende Elementarpädagogen. Zudem vermittelt es zu regionalen und überregionalen Integrationsangeboten.

### Frauenzentren
Die ÖIF-Frauenzentren, eröffnet 2022 in Wien und 2023 in Graz, bieten weiblichen Flüchtlingen, Zuwanderinnen und Frauen mit Migrationshintergrund gezielte Integrationsangebote. Dazu gehören mehrsprachige Beratungen, Seminare zu Themen wie Gesundheit, Bildung und Gewaltschutz sowie die Vermittlung zu spezialisierten Einrichtungen. In anderen Bundesländern werden ähnliche frauenspezifische Angebote durch die ÖIF-Integrationszentren in Zusammenarbeit mit regionalen Partnern bereitgestellt.

### Anlaufstelle für Männer
Die Anlaufstelle für Männer unterstützt männliche Flüchtlinge und Migranten bei ihrer sprachlichen, beruflichen und sozialen Integration sowie beim konfliktfreien Zusammenleben in Österreich. Sie bietet Beratungen und Seminare zu Themen wie Deutschlernen, Arbeitsmarkteinstieg, Konfliktbewältigung, Gewaltprävention und familiären Problemen an, die bei Bedarf in Herkunftssprachen durchgeführt werden. Besonders Männer mit problematischen Einstellungen werden gezielt zur Beratung zugewiesen.

## Publikationen und Studien
Der Österreichische Integrationsfonds (ÖIF) veröffentlicht regelmäßig Studien, Forschungsberichte und Broschüren, um eine faktenbasierte Grundlage für den Diskurs zu Integrationsthemen zu schaffen. Die Publikationen beleuchten Themen wie Arbeitsmarktintegration, Berufsanerkennung und die Integration von Frauen.

### Integrationsbarometer
Seit 2015 führt der ÖIF in Zusammenarbeit mit "Peter Hajek Public Opinion Strategies" repräsentative Befragungen zur Wahrnehmung des Zusammenlebens von Menschen mit und ohne Migrationshintergrund durch. Ziel ist die Erhebung von Einstellungen und Stimmungsbildern zur Integration.

### Erwerbsverläufe
Der ÖIF beauftragt Studien zur Analyse von Erwerbsbiografien von Migranten und Flüchtlingen, die von Forschenden wie Rainer Münz und "Synthesis Forschung" durchgeführt werden.

### „Wiener Moscheenstudien“
Anfang Oktober 2017 veröffentlichte der ÖIF die Ergebnisse einer Untersuchung über 16 Wiener Moscheevereine, „für die Imame befragt und Freitagspredigten angehört und ausgewertet wurden“. Präsentiert wurde sie durch den ehemaligen Außenminister Sebastian Kurz (ÖVP) und den beiden Studienautoren Heiko Heinisch und Imed Mehmedi. Im Februar 2023 wurde eine Folgestudie zum selben Thema veröffentlicht. Die Aussagekraft der Studie ist jedoch fragwürdig, die Religionssoziologin Astrid Mattes, Assistenzprofessorin an der Universität Wien, kritisiert: „Es ist ein verqueres Religionsverständnis, dass Menschen Demokratie über Religion vermittelt bekommen sollen. Religionen sind zwar Teil der Demokratie, aber in sich keine demokratischen Systeme.“

### Statistische Jahrbücher und Broschüren
Das Statistische Jahrbuch "Migration & Integration", erstellt von der Statistik Austria und dem ÖIF, liefert jährlich umfassende Daten zu migrationsbezogenen Themen. Ergänzend erscheinen statistische Broschüren und Factsheets.

### Magazine
Der Österreichische Integrationsfonds (ÖIF) veröffentlicht regelmäßig Publikationen zur Förderung von Integration und Sprachkompetenz. Dazu gehören das "Zusammen-Magazin", Unterrichtsmaterialien wie "Deutsch lernen" und "Deutsch für Kinder" sowie der "Österreich-Spiegel", eine Zeitung für den Deutschunterricht mit authentischen Artikeln aus österreichischen Medien.

## Rezensionen und Kritik
Privatisierung von Wohnungen
In den Jahren 2006 bis 2009 wurden aufgrund einer Neuausrichtung der Aufgaben des ÖIF 270 Wohnungen, die im Eigentum des ÖIF standen, verkauft. Die Verkäufe erfolgten durch den damaligen von 2002 bis 2012 tätigen Geschäftsführer. Eine Prüfung des Rechnungshofs stellte 2014 fest, dass die Immobilien vor mittlerweile mehr als 15 Jahren unter Wert veräußert worden waren und bereits kurz nach dem Verkauf mit Hypotheken in vielfacher Höhe des Kaufpreises belastet wurden. Nach langjährigen Ermittlungen wurde von der Wirtschafts- und Korruptionsstaatsanwaltschaft (WKStA) im Mai 2023 Anklage wegen Untreue erhoben, Hauptangeklagter ist der ehemalige Geschäftsführer. Vertreten von der Finanzprokuratur als Anwalt der Republik Österreich hat sich der ÖIF als Geschädigter dem Strafverfahren angeschlossen und fordert auf der Grundlage der Prüfung des Rechnungshofs und entsprechender Sachverständigen-Gutachten die Schadenssumme ein. Der ÖIF wolle so das entgangene Geld für den Staat wieder einbringen. Dazu habe man bei den Ermittlungen auch eng mit der Staatsanwaltschaft zusammengearbeitet.
Die Anklage aufgrund des Verdachts der Untreue gegen den ehemaligen Geschäftsführer, vier an den Verkäufen beteiligte Unternehmer sowie zwei GmbHs wurde von der WKStA im Mai 2023 erhoben. Der Hauptangeklagte und ein weiterer Angeklagter ergriffen Rechtsmittel gegen die Anklageschrift, nach der Abweisung der Einsprüche begann die Hauptverhandlung vor dem Landesgericht für Strafsachen Wien im August 2024. Abgesehen vom von 2002 bis 2012 tätigen ehemaligen Geschäftsführer gab und gibt es keinerlei Vorwürfe gegen den ÖIF oder Mitarbeiter des ÖIF. Seit den damaligen Verkäufen befinden sich keine Immobilien mehr im Eigentum des Fonds.
Studien
Im September 2020 warf Alexander Pollak von SOS Mitmensch dem ÖIF vor, die Themen Rassismus, Diskriminierung und Hetze gegen Muslime wie die „Pest“ zu meiden. Zudem liefere er ausgewählten Ministern „politische Munition“. Im Zuge einer Informationskampagne über Corona-Maßnahmen im April 2020 soll der ÖIF Migranten unvollständig informiert haben. So soll in Videos und in SMS nicht erwähnt worden sein, dass erlaubt sei lediglich spazieren zu gehen, um Luft zu schnappen. Der Nationalratsabgeordnete Yannick Shetty (NEOS) brachte dazu eine parlamentarische Anfrage ein.
Im Juli 2020 veröffentlichte der ÖIF eine Studie mit dem Titel „Soziale Brennpunkte im Kontext von Migration und Integration“. Diese wurde von Günther Ogris, Leiter des Forschungsinstituts SORA, in einem Gastkommentar für die österreichische Tageszeitung Der Standard als „wissenschaftlich wertlos“ bezeichnet, da diese eine „Maximum an Verzerrung“ liefere: „Ein wissenschaftlich sauberes, inhaltlich fundiertes und der Sache gerecht werdendes Bild ist mit diesen Daten nicht produzierbar, die Studie eignet sich für tendenziöse Betrachtungen und die Verstärkung von Stereotypen.“
2017 veröffentlichte Lorenzo Vidino eine vom ÖIF mitfinanzierte Studie mit dem Titel "Muslim Brotherhood in Austria", die bereits im Projekt Ballhausplatz enthalten war. Vom Religionswissenschaftler Franz Winter (Universität Graz) wurde die Studie kritisiert: „Wie vielfach schon angemerkt wurde, besteht das Grundproblem dieser Arbeit darin, dass sie primär die vielen Gerüchte, die in verschiedenen österreichischen Medien über die Jahre kolportiert wurden, zitiert, affirmativ aufnimmt und ohne weitere Hintergrundausstattung oder zusätzliche Beweise im Raum stehen lässt. Es fehlt oft an Unterfütterung für die Behauptungen und in vielen Fällen werden zum Teil sehr alte Vorwürfe ohne Abwägung wiederaufgenommen.“ Die Studie war Grundlage für die Operation Luxor und Gegenstand des ÖVP-Korruptions-Untersuchungsausschusses.
Im Januar 2018 sorgte der Sammelband „Islam europäischer Prägung“ international für Kritik. Historiker bezeichneten einen darin enthaltenen Beitrag von Saida Keller-Messahli über den Islam auf dem Balkan als unwissenschaftlich, orteten darin Falschinformationen. Einige auf den Balkan spezialisierte Historiker und Wissenschaftler nannten den Text „bösartige Propaganda“ und forderten in einem Offenen Brief eine Neubearbeitung durch Experten mit Südosteuropa-Kompetenz.
Im Jahr 2020 geriet eine vom ÖIF beauftragte und vom Europäischen Institut für Terrorismusbekämpfung (EICTP) – das enge Verbindungen zu den Vereinigten Arabischen Emiraten aufweist und von Ex-Verteidigungsminister Herbert Scheibner (FPÖ) geleitet wird – durchgeführte Studie in die Kritik. Die Studie analysierte 18 Grazer Moscheen und kam zu dem Schluss, dass zwei als „isolationistisch“ und sechs weitere als „nicht aktiv integrationsfördernd“ einzustufen seien. Kritik kam unter anderem von den Neos, die dem ÖIF vorwarfen, mit der Veröffentlichung dieser „unwissenschaftlichen Studie“ der Integrationspolitik der ÖVP eine argumentative Grundlage zu verschaffen. Laut den Neos fördere die Studie islamfeindliche Tendenzen und bediene sich einer tendenziösen Sprache. Auch der Rechtswissenschaftler und Mitglied des Menschenrechtsbeirat der Stadt Graz, Wolfgang Benedek, äußerte sich kritisch: Er bemängelte die Intransparenz bei Methodik, Auswahl der Moscheen und Studienautoren sowie „vielfältige Schwächen“ der Studie. Benedek betonte, dass die Ergebnisse nicht ausreichten, um verallgemeinernde Schlüsse auf alle Moscheen und den Islam zu ziehen.

## Sonstiges
Der ÖIF organisiert jährlich den Österreichischen Integrationspreis und zeichnet erfolgreiche und innovative Integrationsprojekte aus. Prämiert werden Initiativen aus fünf Kategorien: Stärkung von Frauen, Arbeit und Wirtschaft, Jugend, Sport und Engagement gegen Antisemitismus.
Der „Forschungspreis“ Integration prämiert universitäre Abschlussarbeiten, die sich mit den gesellschaftlichen Kernthemen Migration und Integration beschäftigen.
Mit dem „Journalistenpreis Integration“ zeichnen der ÖIF und der „Unabhängige Expertenrat“ für Integration Medienschaffende für sachliche Berichte und Reportagen im Integrations- und Migrationsbereich aus.
Zudem ist der ÖIF am Intercultural Achievement Award (IAA) des Bundesministeriums für europäische und internationale Angelegenheiten (BMEIA) beteiligt, bei welchem Initiativen und Projekte, die den interkulturellen Dialog fördern, ausgezeichnet werden.
Mit dem „Liese-Prokop-Stipendium“ unterstützt der ÖIF zudem engagierte, asylberechtigte Studierende mit sehr gutem Studienerfolg, die in Österreich keine staatliche Studienförderung erhalten.